# Пном Пен
Пном Пен (кмер. ភ្នំពេញ) је главни и највећи град Камбоџе. Године 2006, достигао је број од 2 милиона становника. Налази се на југозападу земље, на рекама Тонле Сап, Меконг и Басак.
Име је добио од фразе „Ват фаном даун пен“ (храм на брду баке Пен), која се односила на храм (Ват фаном) саграђен 1372. на вештачком брду високом 27 m. У храму се чува 5 статуа Буде. Једно од старих имена града је и „Кронг чактомук“ (Град са четири лица). То име потиче од облика река које се укрштају код Пном Пена.
Пном Пен је наследио Ангкор Том као главни град кмерске нације, али је неколико пута напуштан пре него што га је 1865. године поново успоставио краљ Нородом. Град је раније функционисао као прерађивачки центар, са текстилом, фармацеутским производима, производњом машина и млевењем пиринча. Међутим, његова главна добра била су културна. Институције високог образовања укључивале су Краљевски универзитет у Пном Пену (основан 1960. као Краљевски кмерски универзитет), са школама инжењеринга, ликовне уметности, технологије и пољопривредних наука, од којих је последња у предграђу Чамкар Даунг. У Пном Пену су се такође налазили Краљевски универзитет агрономских наука и Пољопривредна школа Прек Лип.
Некада познат као „Бисер Азије“, сматран је једним од најлепших градова које су изградили Французи у Индокини 1920-их. Пном Пен, заједно са Сијем Репом и Сихануквилом, су значајне глобалне и домаће туристичке дестинације за Камбоџу. Основан 1372. године, град је познат по својој историјској архитектури и атракцијама. Постао је национална престоница 1434. након пада Ангкора, и остао је тако до 1497. године. Повратио је статус главног града током француске колонијалне ере 1865. Постоји низ преживелих зграда из колонијалног доба разбацаних дуж великих булевара.
На обалама река Тонле Сап, Меконг и Басак, Пном Пен је дом за више од 2 милиона људи, што чини око 14% становништва Камбоџе. Област ширег Пном Пена обухвата оближњи град Та Кмау и неке округе провинције Кандал.

## Географија

### Клима
Клима у Пном Пену је тропска саванска. Температуре су високе целе године (18° до 38 °C). Карактеристични су тропски монсуни. Југозападни се крећу ка копну доносећи влажан ваздух од маја до октобра. Североисточни монсуни најављују сушну сезону од новембра до марта. Највише падавина има у септембру и октобру, а најмање у јануару и фебруару.
| Клима Пном Пена (температура: 1988–2013, екстреми: 1906–2013) | Клима Пном Пена (температура: 1988–2013, екстреми: 1906–2013) | Клима Пном Пена (температура: 1988–2013, екстреми: 1906–2013) | Клима Пном Пена (температура: 1988–2013, екстреми: 1906–2013) | Клима Пном Пена (температура: 1988–2013, екстреми: 1906–2013) | Клима Пном Пена (температура: 1988–2013, екстреми: 1906–2013) | Клима Пном Пена (температура: 1988–2013, екстреми: 1906–2013) | Клима Пном Пена (температура: 1988–2013, екстреми: 1906–2013) | Клима Пном Пена (температура: 1988–2013, екстреми: 1906–2013) | Клима Пном Пена (температура: 1988–2013, екстреми: 1906–2013) | Клима Пном Пена (температура: 1988–2013, екстреми: 1906–2013) | Клима Пном Пена (температура: 1988–2013, екстреми: 1906–2013) | Клима Пном Пена (температура: 1988–2013, екстреми: 1906–2013) | Клима Пном Пена (температура: 1988–2013, екстреми: 1906–2013) |
| Показатељ \ Месец                                             | .Јан.                                                         | .Феб.                                                         | .Мар.                                                         | .Апр.                                                         | .Мај.                                                         | .Јун.                                                         | .Јул.                                                         | .Авг.                                                         | .Сеп.                                                         | .Окт.                                                         | .Нов.                                                         | .Дец.                                                         | .Год.                                                         |
| ------------------------------------------------------------- | ------------------------------------------------------------- | ------------------------------------------------------------- | ------------------------------------------------------------- | ------------------------------------------------------------- | ------------------------------------------------------------- | ------------------------------------------------------------- | ------------------------------------------------------------- | ------------------------------------------------------------- | ------------------------------------------------------------- | ------------------------------------------------------------- | ------------------------------------------------------------- | ------------------------------------------------------------- | ------------------------------------------------------------- |
| Апсолутни максимум, °C (°F)                                   | 36,1 (97)                                                     | 38,1 (100,6)                                                  | 40,0 (104)                                                    | 40,5 (104,9)                                                  | 40,0 (104)                                                    | 39,2 (102,6)                                                  | 37,2 (99)                                                     | 37,8 (100)                                                    | 35,5 (95,9)                                                   | 36,1 (97)                                                     | 34,4 (93,9)                                                   | 37,2 (99)                                                     | 40,5 (104,9)                                                  |
| Максимум, °C (°F)                                             | 31,6 (88,9)                                                   | 33,2 (91,8)                                                   | 34,6 (94,3)                                                   | 35,3 (95,5)                                                   | 34,8 (94,6)                                                   | 33,8 (92,8)                                                   | 32,9 (91,2)                                                   | 32,7 (90,9)                                                   | 32,2 (90)                                                     | 31,4 (88,5)                                                   | 31,1 (88)                                                     | 30,8 (87,4)                                                   | 32,9 (91,2)                                                   |
| Просек, °C (°F)                                               | 26,6 (79,9)                                                   | 28,0 (82,4)                                                   | 29,4 (84,9)                                                   | 30,2 (86,4)                                                   | 30,0 (86)                                                     | 29,2 (84,6)                                                   | 28,7 (83,7)                                                   | 28,5 (83,3)                                                   | 28,2 (82,8)                                                   | 27,2 (81)                                                     | 27,1 (80,8)                                                   | 26,3 (79,3)                                                   | 28,3 (82,9)                                                   |
| Минимум, °C (°F)                                              | 21,8 (71,2)                                                   | 22,8 (73)                                                     | 24,3 (75,7)                                                   | 25,5 (77,9)                                                   | 25,6 (78,1)                                                   | 24,9 (76,8)                                                   | 24,8 (76,6)                                                   | 24,6 (76,3)                                                   | 24,4 (75,9)                                                   | 24,2 (75,6)                                                   | 23,2 (73,8)                                                   | 21,9 (71,4)                                                   | 24,0 (75,2)                                                   |
| Апсолутни минимум, °C (°F)                                    | 12,8 (55)                                                     | 15,2 (59,4)                                                   | 19,0 (66,2)                                                   | 17,8 (64)                                                     | 20,6 (69,1)                                                   | 21,2 (70,2)                                                   | 20,1 (68,2)                                                   | 20,0 (68)                                                     | 21,1 (70)                                                     | 17,2 (63)                                                     | 16,7 (62,1)                                                   | 14,4 (57,9)                                                   | 12,8 (55)                                                     |
| Количина кише, mm (in)                                        | 12,1 (0,476)                                                  | 6,6 (0,26)                                                    | 34,8 (1,37)                                                   | 78,8 (3,102)                                                  | 118,2 (4,654)                                                 | 145,0 (5,709)                                                 | 162,1 (6,382)                                                 | 182,7 (7,193)                                                 | 270,9 (10,665)                                                | 248,1 (9,768)                                                 | 120,5 (4,744)                                                 | 32,1 (1,264)                                                  | 1.411,9 (55,587)                                              |
| Дани са кишом (≥ 0.1 mm)                                      | 1,2                                                           | 1,1                                                           | 3,4                                                           | 6,8                                                           | 15,9                                                          | 17,0                                                          | 18,1                                                          | 18,3                                                          | 21,5                                                          | 19,3                                                          | 10,2                                                          | 4,5                                                           | 137,3                                                         |
| Релативна влажност, %                                         | 73                                                            | 71                                                            | 71                                                            | 73                                                            | 77                                                            | 78                                                            | 80                                                            | 81                                                            | 84                                                            | 84                                                            | 78                                                            | 73                                                            | 77                                                            |
| Сунчани сати — месечни просек                                 | 260                                                           | 226                                                           | 267                                                           | 240                                                           | 202                                                           | 192                                                           | 143                                                           | 174                                                           | 129                                                           | 202                                                           | 213                                                           | 242                                                           | 2.490                                                         |
| Извор #1: Deutscher Wetterdienst                              |                                                               |                                                               |                                                               |                                                               |                                                               |                                                               |                                                               |                                                               |                                                               |                                                               |                                                               |                                                               |                                                               |
| Извор #2: Danish Meteorological Institute (sun, 1931–1960)    |                                                               |                                                               |                                                               |                                                               |                                                               |                                                               |                                                               |                                                               |                                                               |                                                               |                                                               |                                                               |                                                               |

## Историја
Пном Пен је био престоница Кмерског краљевства од 1432. до 1505, а онда је напуштен 360 година. Краљ Нородом I је овде преселио престоницу 1866. Тада је изграђена садашња краљевска палата. Француски колонијалисти су 1870. претворили ово село у град изградњом хотела, школа, касарни, банке, судова и других јавних институција. Током 1920-их Пном Пен је био познат по надимку „бисер Азије“ јер је био један од најлепших француских колонијалних градова у Индокини. За време Вијетнамског рата град су преплавиле стотине хиљада избеглица. Црвени Кмери су заузели град 17. априла 1975. Добар део становништва, а нарочито они који су били богатији и образованији, истерани су из града и натерани да раде на пољопривредним имањима. Режим Пол Пота је претворио једну од градских средњих школа у затвор и мучилиште за политичке противнике. Данас је ова зграда Музеј геноцида. У овом периоду режим је побио велики број људи од 2 милиона мртвих, а многи су умрли од глади услед неефикасне производње хране. Режим Црвених Кмера су уклонили Вијетнамци 1979. Тада се народ вратио у град. Уз страну помоћ Пном Пен је поново изграђен. Данас је привредни, индустријски, трговински, политички и културни центар земље.

## Становништво
Године 2008. Пном Пен је имао 2.009.264 становника, што даје густину насељености од 5.358 становника по километру квадратном (површина града је 375 km²). Годишње повећање броја становника је 3,92%.
У граду живе углавном Кмери који представљају 90% популације. Веће мањинске заједнице су: Кинези, Вијетнамци, Тајланђани, Будонг и друге. Главна религија је теравадски будизам. Постоје мање заједнице муслимана и хришћана.
Главни језик је кмерски, а у граду се често користе енглески и француски.

## Знаменитости
Најстарија грађевина у граду, Ват фаном, изграђена је 1373. Најважније туристичке атракције су: Краљевска палата са Сребрном пагодом из половине 19. века, Национални музеј с краја 19. века кога су изградили Французи у кмерском стилу, и Споменик независности изграђен 1950-их у традиционалном стилу. Из периода француске колонијалне власти у Пном Пену су остали булевари, виле, цркве и пијаца у стилу Арт деко.
Од 1950-их до периода власти Црвених Кмера град је доживљавао велики раст и трансформацију. Млада независна нација се трудила да покаже свој оригинални архитектонски стил - „Нова кмерска архитектура“, преко младих архитеката образованих у Француској. Њихово стваралаштво се базирало на комбиновању европске постмодерне архитектуре, Баухауса и традиционалне архитектуре Ангкора. Најзначајнији архитект овог стила био је Ван Моливан.
Споменици и музеји посвећени геноциду почињеном за време Црвених Кмера су Музеј геноцида Туол Сленг (бивша средња школа која је коришћена као концентрациони логор) и центар Чоенг Ек. Споменик вијетнамско-камбоџанског пријатељства подигнут је касних 1970-их када су вијетнамске трупе збациле режим Црвених Кмера.

## Партнерски градови
- Шангај
- Лондон
- Провиденс
- Лонг Бич
- Вијентијан
- Бангкок